# Малий Серет (притока Серету)
Малий Серет  — річка в Україні, в межах Бродівського району Львівської області . Ліва притока Серету (басейн Дністра). 

## Опис
Довжина річечки близько 15 кілометрів. Річище на значній протяжності каналізоване і випрямлене. Споруджено декілька ставів, переважно в нижній течії. Найбільш заболочена пригирлова частина. 

## Розташування
Витоки розташовані серед пагорбів на схід від села Літовище Бродівського району, на висоті бл. 400 м. над р. м. Тече переважно на південний схід. Впадає до Лівого Серету на східних околицях села Орихівчик.

## Населені пункти
Всі Бродівського району Львівської області: 
- Літовище
- Малинище
- Орихівчик

## Цікаві факти
За минулі століття воду річки використовували для сільського господарства (водяні млини, круподерки), та для виробництва сукна (сукнобійки). В сучасний період вода річки іде для зрошення сільськогосподарських угідь (у посушливий літній період), також для домашніх потреб, а у ставах, утворених на руслі річки, розводять рибу та водоплавну птицю.